# John of Fountains

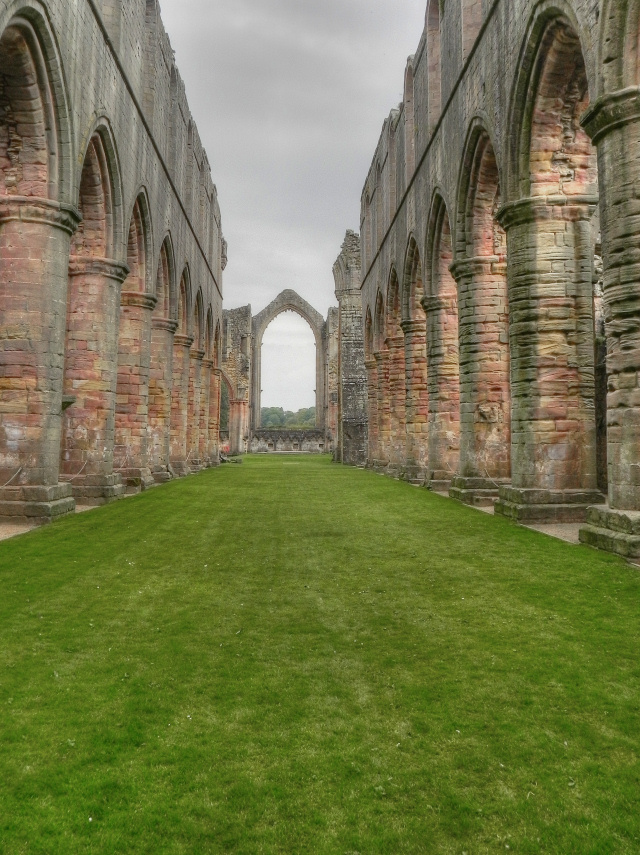
Die Ruine der Abteikirche von Fountains Abbey, die unter Abt John weitergebaut wurde

John of Fountains († 6. Mai 1225) war ein englischer Prälat, der Abt von Fountains Abbey und anschließend Bischof der Diözese Ely war.

## Abt von Fountains Abbey
Über die Herkunft und das Leben von John ist nichts bekannt, bevor er Abt der Zisterzienserabtei Fountains Abbey wurde, nach der er später benannt wurde. Am 13. Dezember 1211 wurde er in Melrose Abbey vom Bischof von Down als Abt von Fountains eingesetzt. Über seine Amtszeit in Fountains Abbey ist nur wenig bekannt, unter ihm wurde der Bau der Klosterkirche fortgesetzt. Das Generalkapitel des Zisterzienserordens beauftragte ihn 1212, im norwegischen Lysekloster, das eine Tochtergründung von Fountains Abbey war, eine Visitation durchzuführen. Offensichtlich missachtete er diese Aufforderung. 1214 sollte er zusammen mit dem Abt von Kirkstead Abbey erneut nach Lysekloster reisen, um dort Missstände zu untersuchen. 1219 sollte er im Auftrag von Papst Honorius III. zusammen mit Erzbischof Stephen Langton von Canterbury und Bischof William of Cornhill von Coventry das Leben und die berichteten Wunder von Bischof Hugo von Lincoln untersuchen, um dessen Kanonisation vorzubereiten.

## Wahl zum Bischof von Ely
Sein Kontakt mit Erzbischof Langton beeinflusste vielleicht seine Wahl zum Bischof von Ely. Dort war es 1215 zu einer umstrittenen Wahl gekommen, als die Mönche des Kathedralpriorats zunächst Geoffrey de Burgh, den Bruder des mächtigen Justiciars Hubert de Burgh zum neuen Bischof gewählt hatten. In einer zweiten Wahl wurde danach jedoch Master Robert of York gewählt, der ein Vertrauter des verstorbenen Bischofs Eustace gewesen war. Obwohl Robert nie zum Bischof geweiht wurde, nahm er anscheinend mehrere Jahre lang das Amt des Bischofs war, bis der Papst im Mai 1219 beide Wahlen für ungültig erklärte. Der Papst beauftragte seinen Legaten Pandulf sowie Erzbischof Langton und Bischof Richard Poore von Salisbury, einen neuen Kandidaten für das Amt des Bischofs zu benennen. Am 16. Januar 1220 berichteten sie dem Papst, dass sie sich auf Abt John of Fountains geeinigt hätten, dem schon am 20. Januar 1220 die Temporalien übergeben wurden. Am 8. März 1220 wurde John in London von Erzbischof Langton zum Bischof geweiht und am 15. März in Ely als Bischof inthronisiert. 

## Wirken als Bischof von Ely
Zusammen mit Bischof Richard Poore sollte John 1221 die Beschwerden des Kathedralpriorats von Durham über Bischof Richard Marsh untersuchen. Johns Erfahrung bei den Vorbereitungen der Kanonisation von Hugo von Lincoln führte wohl dazu, dass er 1223 zum Leiter einer Kommission ernannt wurde, die die Wilhelm von York zugeschriebenen Wunder zu untersuchen. Dies führte mit zur Heiligsprechung von Wilhelm 1227. Politisch betätigte er sich dagegen als Bischof kaum. Mehrfach musste er die Privilegien und Rechte seiner Diözese gegen den Sheriff von Cambridgeshire verteidigen. 1223 gehörte er einer englischen Gesandtschaft nach Frankreich an, und er gehörte zu den zahlreichen Grundbesitzern in Mittelengland, die mit Falkes de Bréauté verfeindet waren, einem ehemaligen Günstling von König Johann Ohneland. Als Falkes 1224 gegen den König rebellierte, war Bischof John wohl deshalb am 20. Juli 1224 bei der Belagerung von Bedford Castle anwesend. Am 11. Februar 1225 bezeugte er mit die erneute Anerkennung der Magna Carta durch den jungen König Heinrich III.
Angeblich war John als Bischof beliebt, und anscheinend erlebte Ely unter ihm eine Zeit wirtschaftlichen Wachstums. Er bestätigte den Mönchen des Kathedralpriorats die Schenkungen seiner Vorgänger, dazu übergab er ihnen die Rechte an den Kirchen von Witchford und Meldreth. Er hinterließ in seinem Testament dem Kathedralpriorat seine liturgischen Gewänder und wurde in der Kathedrale von Ely beigesetzt.